# El lloro, el moro, el mico i el senyor de Puerto Rico
El lloro, el moro, el mico i el senyor de Puerto Rico era un magazín nocturn de Catalunya Ràdio conduït per Jordi Vendrell, Ramon Barnils i Quim Monzó, integrants de La Mercantil Radiofònica. Va ser el primer programa de La Mercantil, i també va ser el primer programa que es va emetre de manera regular a Catalunya Ràdio (a partir del setembre de 1983). El programa va estar en antena de dilluns a divendres de mitjanit a les 3 de la matinada fins a l'any 1985, quan van passar a fer El mínim esforç, un programa que es va emetre durant la franja de tarda.
Jordi Vendrell descrivia el programa com «un programa musical-espectacle que va en busca de la sorpresa auditiva. […] es tracta d'un programa musical amb tonteries que tenen a veure amb la realitat i amb l'actualitat, però tractades irònicament.» Quim Monzó s'encarregava dels guions; mentre que Ramon Barnils era el responsable de les notícies —les «Anotícies»— i Xavier Salvà realitzava el muntatge musical i de so. El programa tenia més de cinquanta seccions fixes, que els conductors del programa realitzaven segons l'actualitat. Tanmateix, pel que destacà fou per les entrevistes, una antologia de les quals es publicà l'any 1987 per l'Editorial Empúries.
El nom del programa prové d'un popular poema català de Sabater i Aribau amb el mateix títol, que l'any 2005 va ser versionat pel grup Dijous Paella de Francesc Ribera "Titot" al seu disc debut Dijous Paella. L’any 2025, la banda Orquestra Inventada en va fer una versió Ska basada en un document d'època que contenia el poema signat com a anònim. Anteriorment es conèix la versió rumbera d'en Dodó Escolà editada per Belter l'any 1968 i accessible a Youtube.